# Patologija
Patologija je študija ali diagnoza bolezni s pregledom organa, tkiva, telesne tekočine, ali celega telesa (obdukcija). Patologija obsega tudi z njim povezane znanstvene študije bolezni procesov, ki se imenuje splošna patologija.
Medicinska patologija je razdeljena na dve glavni veji, anatomska patologija in klinična patologija.
V klinični psihologiji ali psihiatriji je poudarek na področju duševnih izkušenj in delovanju, tako se uporablja izraz psihopatologija. Nevrološke motnje preučujemo v nevrologiji, izraz nevropatija pa po navadi uporabljamo za primere patologije perifernih živcev.
Veterinarska patologija se nanaša na bolezni živali, medtem ko je fitopatologija preučevanje rastlinskih bolezni, lesna patologija pa preučuje bolezni lesnih gliv in insektov, ki razkrojujejo les. Strokovnjak za patologijo je patolog.
Beseda patologija je iz grščine πάθος, pathos, "čutiti, trpeti"; in -λογία, -logia. Patološki, patologirati se nanaša na postopek definiranja stanja.

## Zgodovina patologije
Prva sistematika infekcije človeka je bila ustvarjenja v Antični Grčiji, po zaslugi zdravnikov Herophilusa iz Halkedona, danes dela Carigrada in Erasistratusa s Hiosa, v zgodnji polovici tretjega stoletja. Prvi zdravnik, ki je analiziral patologijo pri obdukciji telesa, je bil Arabec Avenzoar (1091–1161). Rudolf Virchow (1821–1902) je znan kot oče mikroskopske patologije.